# Vibes (2008)
Vibes é um álbum de reggae do cantor Heavy D, produzido em 2016 por Stride Entertainment.
Este álbum ganhou o prêmio Grammy de Melhor Álbum de Reggae na cerimônia do Grammy Awards em fevereiro de 2009.

## Faixas
O álbum Vibes possui duração de trinta e oito minutos e dezesseis segundos dividido em dez faixas:
- "Long Distance Girlfriend" - Dofat, Longe, Myers (4:18);
- "No Matter What" - Brown, Myers, Winans (4:12);
- "Queen Majesty" - Mayfield, Myers (3:51);
- "Love Me Like This" (com Barrington Levy) - Myers (3:43);
- "My Love Is All I Have" - Myers (3:44);
- "Hugs and Kisses" - Flowers (3:33);
- "Private Dancer" (com Sizzla) - Myers (3:32);
- "Delilah" - Campbell, Myers (3:33);
- "Chasing Windmills" - Dofat, Myers, Omley, Smith, Smith (3:27);
- "Sincere" Bereal, Bereal, Brown, Myers (4:23);